# Adela Comte-Wilgocka

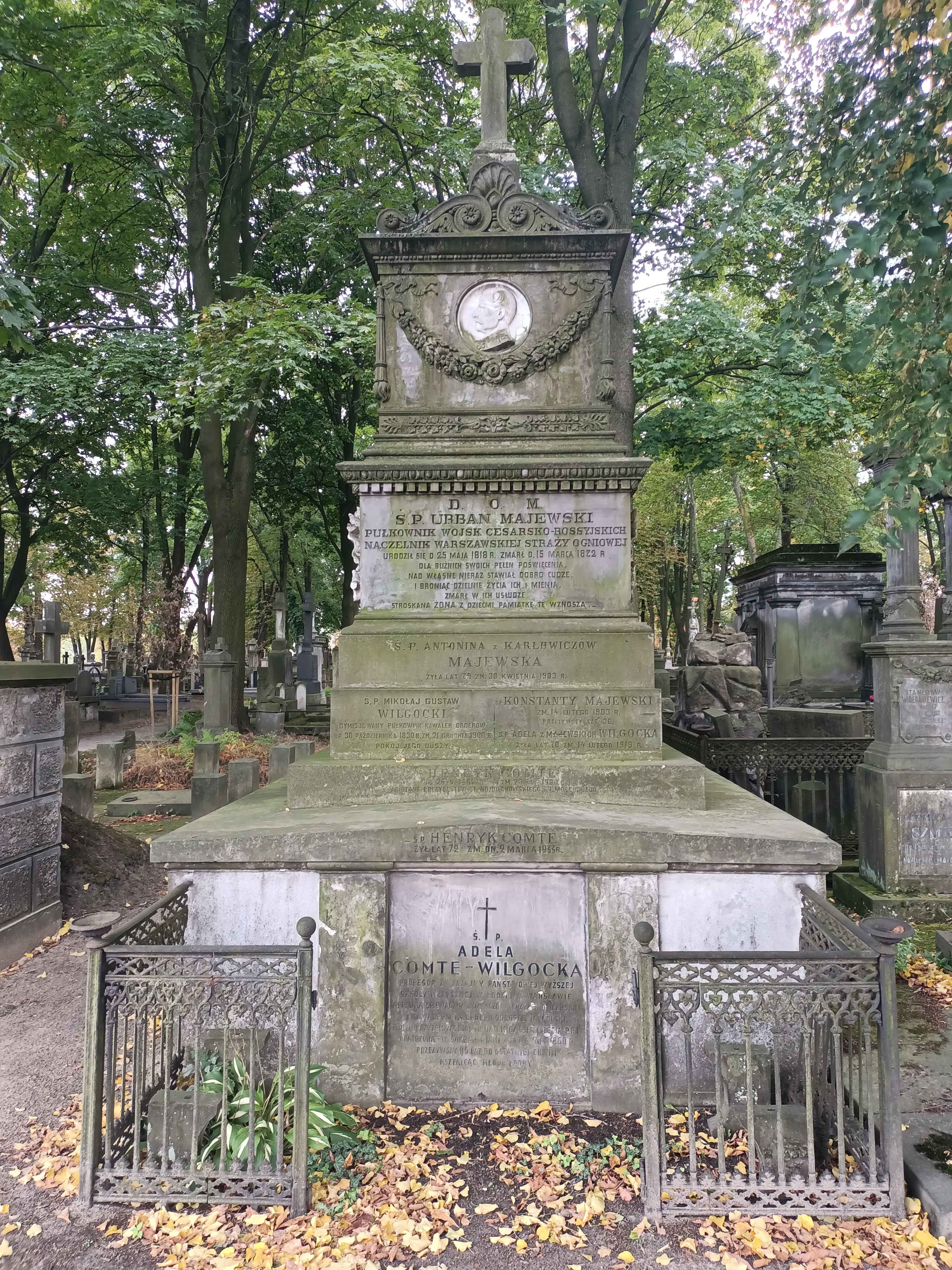
Grób Adeli Comte-Wilgockiej na Cmentarzu Powązkowskim

Adela Comte-Wilgocka (ur. 18 listopada 1875 w Warszawie, zm. 5 kwietnia 1960 tamże) – artystka śpiewaczka (sopran) i pedagog.

## Życiorys
Urodziła się w rodzinie Gustawa Wilgockiego i Adeli z Majewskich (1849–1919), nauczycielki śpiewu. Ukończyła gimnazjum II w Warszawie i Warszawski Instytut Muzyczny. Następnie kontynuowała studia w Paryżu, gdzie była uczennicą J. B. Sbriglii i J. Reszkego. 17 grudnia 1897 debiutowała partią Zuzi w „Verbum nobile” w Warszawskich Teatrach Rządowych, do zespołu opery WTR została zaangażowana we wrześniu 1898. Zrezygnowała z kariery operowej i w latach 1905–1933 występowała na estradzie. Od 1910 pracowała także jako pedagog w szkole muzycznej w Warszawie. Profesor śpiewu solowego w Państwowym Konserwatorium Muzycznym w Warszawie (od 1920) i w Wyższej Szkole Muzycznej im. Chopina.
Po II wojnie światowej profesor zwyczajny Państwowej Wyższej Szkoły Muzycznej w Łodzi i Warszawie. W roku akademickim 1945/1946 pełniła funkcję dziekana Wydziału Wokalnego PWSM w Łodzi. Wykształciła wiele pokoleń śpiewaków, jej uczniem był np. polski tenor liryczny - Wiktor Brégy, ale także Jadwiga Dzikówna, Zofia Śliwińska, Adela Winiarska.
Zmarła 5 kwietnia 1960. Spoczywa na cmentarzu Powązkowskim (kwatera 180-3-1,2,3).
Była żoną Henryka Comte (zm. 1933), matką Henryka (1901–1980), adiutanta prezydentów St. Wojciechowskiego i I. Mościckiego.

## Ordery i odznaczenia
- Krzyż Oficerski Orderu Odrodzenia Polski
- Krzyż Kawalerski Orderu Odrodzenia Polski (7 listopada 1925)[4]
- Złoty Krzyż Zasługi (22 lipca 1952)[5]
- Medal 10-lecia Polski Ludowej (25 marca 1955)[6]